# Eugène Pelletan

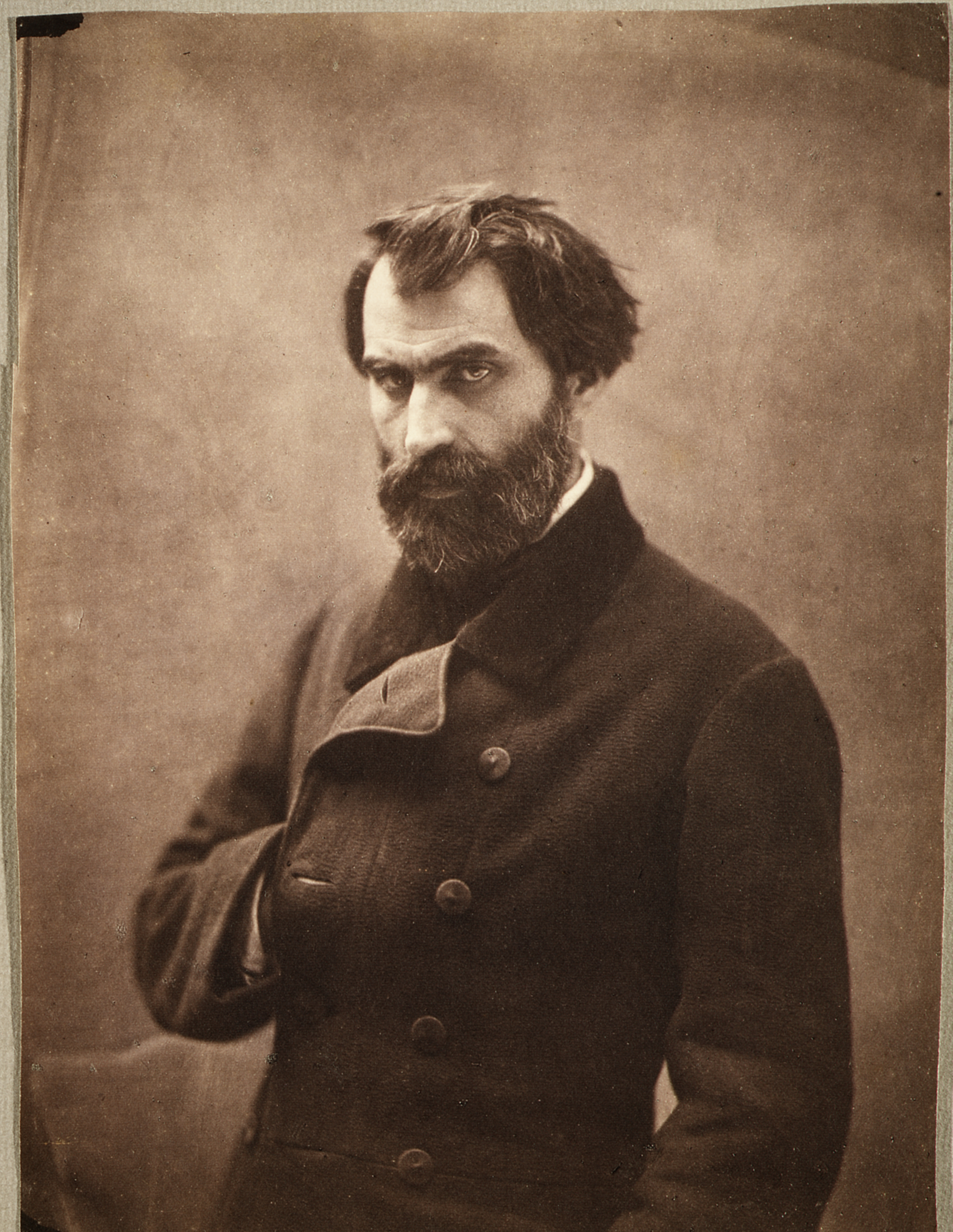
Eugène Pelletan

Pierre Clément Eugène Pelletan (Saint-Palais-sur-Mer, 29 oktober 1813 - Parijs, 13 december 1884) was een Frans journalist, schrijver en politicus.

## Biografie
Eugène Pelletan begon zijn carrière als journalist en schrijver. Later was hij een adviseur van Alphonse de Lamartine. Toen de laatste hem een post aanbood op het ministerie van Buitenlandse Zaken (1848), weigerde hij echter. Hij was een fel tegenstander van keizer Napoleon III en was een prominent republikeins tegenstander van het regime. In 1863 werd hij voor het departement Seine in het Wetgevend Lichaam (Corps Législatiff) gekozen. Hij nam zitting in de fractie van Extreem Links en betoonde zich een briljant spreker. In 1869 werd hij herkozen en kantte zich scherp tegen het voornemen van de regering om oorlog te voeren tegen Pruisen. 
Eugène Pelletan werd na het uitroepen van de Derde Franse Republiek in september 1870 opgenomen in de Regering van Nationale Verdediging (Gouvernement de la Défense Nationale). Van 31 januari tot 4 februari 1871 was hij waarnemend minister van Onderwijs (voor Jules Simon).
Eugène Pelletan werd in februari 1871 in de Kamer van Afgevaardigden (Chambre des Députés) gekozen voor het departement Bouches-du-Rhône. Als kamerlid sprak hij zijn steun uit voor het beleid van president Adolphe Thiers. Van 1876 tot 1884 was hij lid van de Senaat (Sénat). In 1884 werd hij gekozen tot senator voor het leven (sénateur inamovible).
Hij overleed op 70-jarige leeftijd.
Zijn zoon Camille Pelletan was een radicaal-socialistisch politicus en journalist.

## Werken
- La Lampe éteinte (1840)
- Les Droits de l'Homme (1858)
- La Femme au XIXe siècle (1869)
- Nouvelles heures de travail (1870)
- Jarousseau, le pasteur du désert Histoire romancée de son grand-père (1886)